# Юридически плурализъм
С юридически плурализъм или правен плурализъм се означава съвместното съществуване на две или повече системи на правото (или правни традиции) на една територия или в рамките на една социална област на обществените отношения. 
След разрушаването на пунически Картаген, по силата на lex Rubria, се приема възстановяването на града като Римски Картаген. Същевременно победените и обърнати в роби от римляните - пуни, и другите покорени семитски народи в Леванта, продължават предходните си правни традиции и обичаи, зафиксирайки ги под формата на т.нар. устен закон. По този начин де факто съществува юридически плурализъм. През средновековието обособените еврейски общини се ползвали с юридическа автономия в рамките на общностите.
В съвременната и колониалната епоха след великите географски открития, типични случаи на юридически плурализъм се намират в страни, където съществуват традиционно силни религиозни системи (като Шериата например), който измества или е изместен от правото на колониалната сила завладяла страната. Този процес е особено характерен за 19 век с началото на голямата игра.
Юридическият плурализъм не е препоръчителен и насърчителен понеже води фактически до двувластие с честа колизия в правото.